# Cecidonia xenophana
Cecidonia xenophana är en lavart som först beskrevs av Gustav Wilhelm Körber och som fick sitt nu gällande namn av Dagmar Triebel och Gerhard Rambold. 
Cecidonia xenophana ingår i släktet Cecidonia och familjen Lecideaceae. Arten är reproducerande i Sverige.